# Diploglossidae
Famille
Synonymes
- Diploglossinae Bocourt, 1873

Les Diploglossidae sont une famille de sauriens. Elle a été créée par Marie-Firmin Bocourt en 1873.

## Répartition
Les espèces de cette famille se rencontrent en Amérique.

## Liste des genres
Selon The Reptile Database (28 avril 2014) :
- Celestus Gray, 1839
- Diploglossus Wiegmann, 1834
- Ophiodes Wagler, 1828

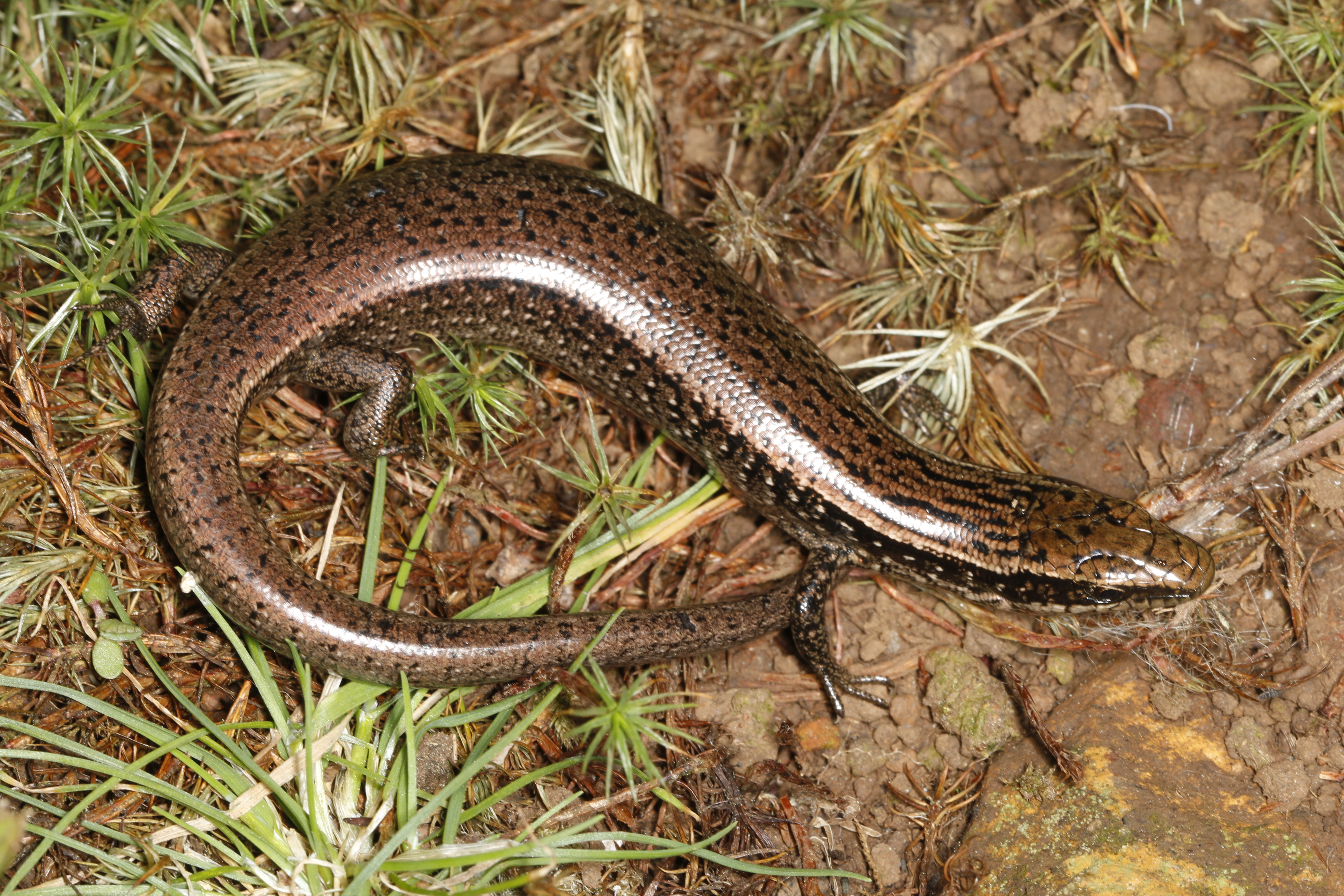
Celestus marcanoi
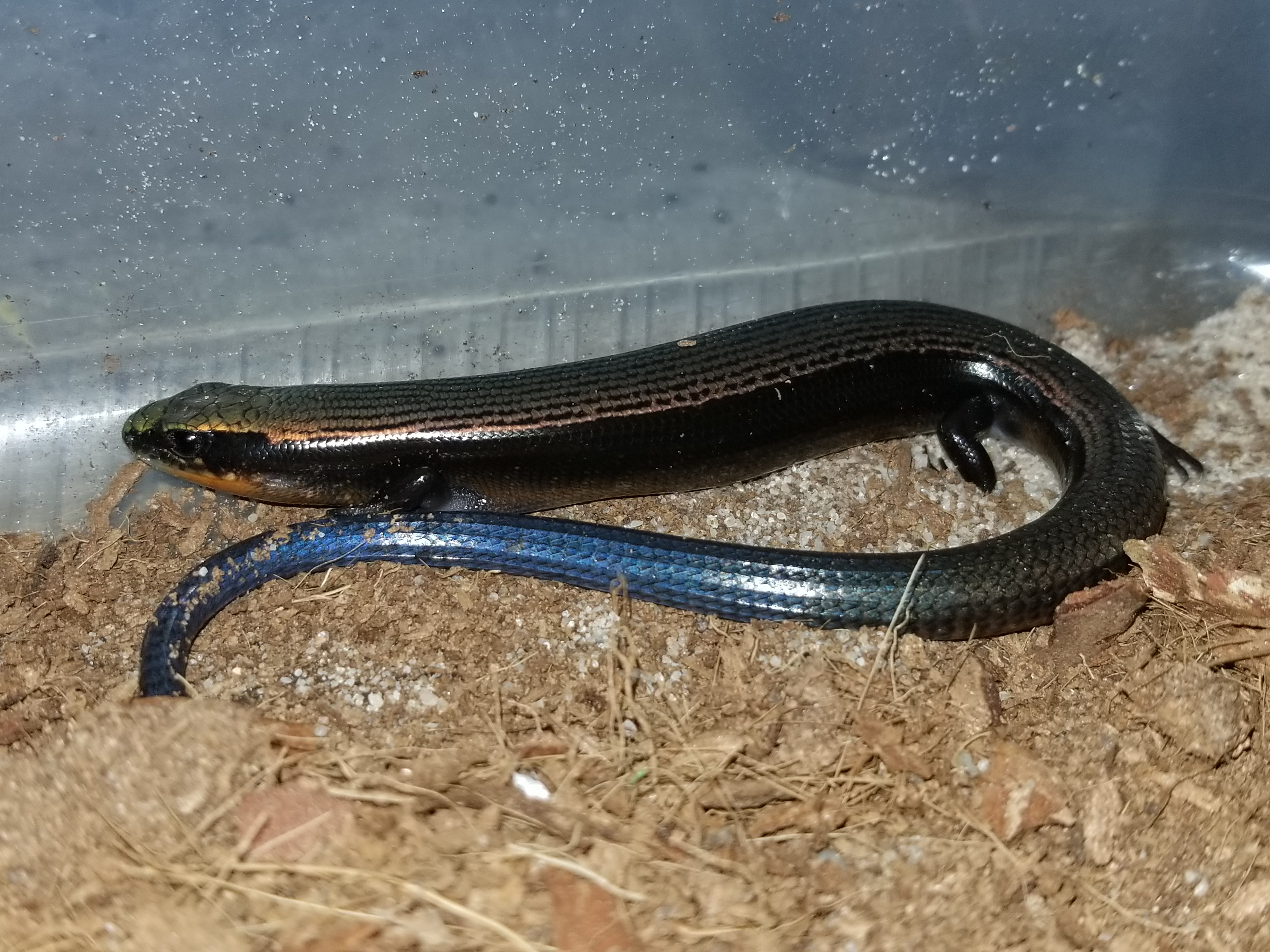
Diploglossus ingridae
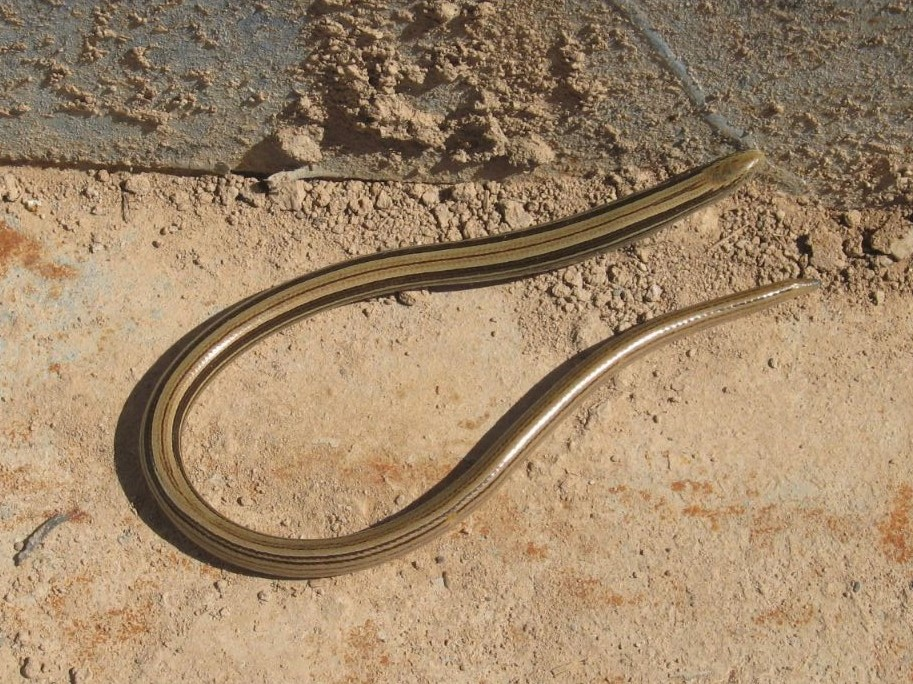
Ophiodes vertebralis

## Publication originale
- Bocourt, 1873 : Recherches Zoologiques pour servir à l'Histoire de la Faune de l'Amérique Centrale et du Mexique. Mission Scientifique au Mexique et dans l'Amérique Centrale, Recherches zoologiques. Part 2, sect. 1. in Duméril, Bocourt & Mocquard, 1870-1909, Études sur les reptiles, vol. 2-15, p. 33-860.